# Шабловський Михайло Степанович
Шабловський Михайло Степанович — український режисер-документаліст. Був членом Спілки кінематографістів України.
Народився 2 жовтня 1907 року у місті Погар Брянської області в родині селянина. 
Учасник радянсько-німецької війни. 
Закінчив режисерський факультет Київського кіноінституту (1935). Працював асистентом режисера на Київській кіностудії художніх фільмів, директором школи кіноактора, головним редактором та режисером «Київнаукфільму».
Помер 1990 року у Києві. 

## Фільмографія
Створив стрічки:
- «Центр нападу» (1946, х/ф, асистент режисера у співавт.),
- «Породонавантажувальна машина ППМ-2» (1953),
- «Буріння нафтових свердловин» (1954),
- «Картоплезбиральний комбайн ККР-2» (1955),
- «Польові бур'яни та боротьба з ними» (1956),
- «Як роблять взуття» (1957),
- «Птахівництво» (1958),
- «Військові мости на жорстких опорах» (1960),
- «Ґрунтобетон у сільському будівництві» (1961),
- «Штучне запліднення свиней» (1962),
- «Скло в сучасній архітектурі» (1962),
- «Технологія виробництва скла та скляних виробів» (1963),
- «Ставки — багатство колгоспів» (1964),
- «Сівба і посадка сільськогосподарських культур»,
- «Боротьба з горчаком» (1965),
- «Технологія обробки рису» (1967),
- «Біологічні методи боротьби із шкідниками сільського господарства» (1968),
- «Кукурудза на поливі» (1969),
- «Елітне насіння зернових культур» (1971) та ін.

## Нагороди
Нагороджений орденами Червоної Зірки, Слави III ст., медалями.